# Hummeln
Hummeln – krater uderzeniowy w Szwecji.
Wiek krateru został oceniony na ok. 467 milionów lat, czyli powstał on w ordowiku. Współcześnie krater wypełnia jezioro meteorytowe Hummeln, wyróżniające się kolistym kształtem. Jeszcze w 1826 roku zwrócił on uwagę naukowców, którzy przypisywali mu pochodzenie wulkaniczne. Od lat 1960. istniała także hipoteza o pozaziemskiej genezie tego jeziora. W 2015 potwierdzono, że jest to krater uderzeniowy, dzięki odkryciu dowodów szokmetamorfizmu: planarnych struktur deformacyjnych w ziarnach mineralnych.
Krater powstał w skałach krystalicznych. Wybiła go planetoida, która trafiła w dno morza epikontynentalnego, pokrywającego w ordowiku tę część Bałtyki. W zbliżonym czasie na Ziemi powstało kilka innych kraterów. Planetoidy, które je utworzyły, mogły powstać na skutek rozbicia jednego ciała macierzystego o składzie chondrytowym, które nastąpiło ok. 470 milionów lat temu. Na tarczy fennoskandzkiej są to: Granby (powstały mniej więcej równocześnie z Hummeln), Kärdla, Tvären, oraz para kraterów Lockne i Målingen; kilka innych kraterów z tego okresu znanych jest także z Ameryki Północnej. Potwierdzenie pochodzenia krateru Hummeln wzmacnia tę hipotezę.